# Transit (ungdomsprogram)
 For alternative betydninger, se Transit. (Se også artikler, som begynder med Transit)
Transit var et dansk ungdomsprogram, der blev vist på DR1, i forskellige formater, fra 1991–1997. Blandt værterne var bl.a. Casper Christensen, Mette Weyde og senere med Timm Vladimir og Gordon Kennedy.
Programmet sendte blandt andet dokusoapen Nye II.